# Laccophilus grammopterus
Laccophilus grammopterus là một loài bọ cánh cứng trong họ Bọ nước. Loài này được Zimmermann miêu tả khoa học năm 1925.